# Police matricielle

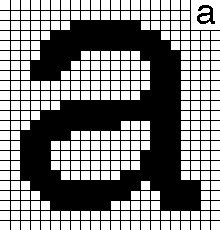
Un caractère dans une police bitmap en taille originale et agrandie 10 fois

Une police matricielle ou police bitmap est une police de caractères numérique dont les caractères sont décrits par des matrices binaires. Une telle matrice peut être assimilée à un tableau de points noirs ou blancs, et permet de former l'œil d'un caractère. Les matrices sont habituellement stockées en mémoire d'un ordinateur sous forme de rangées de pixels. Les polices matricielles exigent autant de fichiers de description que de corps, de genre, de graisse et de plus occupent beaucoup de place mémoire.

## Histoire

### Sur imprimantes
L'impression sur carte perforée permet de "lire" la carte perforée sans avoir à déchiffrer les perforations.
| Police 7x5 pixels imprimée. Alignement vertical sur carte perforée 80 colonnes. | Police 7x6 pixels (environ) imprimée. Alignement vertical sur carte perforée 80 colonnes. Alphabet cyrillique: "С*10,05 ОПРЕДЕЛЕНИЕ АДРЕСА АКТИВНОЙ РЕАЛИЗАЦИИ ПАРАМЕТРА ЗАДАЧИ" qui se traduit en «C 10,05 définition des adresses ACTIFS MISE EN ŒUVRE DE paramètre Tâche". La carte mentionne 1985. | Police 7x5 pixels imprimée. Alignement vertical sur carte perforée 80 colonnes avec les nouveaux caractères de 1964. Caractères affichés: «XYZ#,$.-@%*<» |

L'impression sur des imprimantes modernes permet d'imprimer plusieurs lignes consécutives, sur une même page, à la manière d'une machine à écrire.
| Police matricielle sur imprimante. Les caractères ASCII sont alignés verticalement. | Imprimante matricielle avec zoom sur un caractère e. |

## Utilisation

### Taille unique
A l'origine, ce type de police est plutôt adapté aux débuts de l'informatique, notamment sur imprimante matricielle ou écran en mode texte.
Elle permet d'afficher des caractères ASCII sur un nombre limité de pixels selon les illustrations de cette page.
L'affichage matriciel notamment peut l'utiliser.

#### Sur écran
Les évolutions technologiques permettent ensuite  d'utiliser des polices de caractères de plus grande taille.
| Le i est aussi large que le W! Affichage de calculatrice graphique. | Sur autoroute française | Citadis 2039 |

### Taille variable
A des fins d'utilisation graphiques et d'impressions de qualité, certaines ordinateurs ou logiciels sont équipés de plusieurs tailles de police de caractère, chacune de ces tailles est de taille fixe.
| Sur Touchscreen (Pocket PC). Note: le M est plus large que le a ! |

## Changement d'échelle
Les polices matricielles se visualisent mieux lorsque la taille d'origine d'un caractère   correspond à la taille que celui-ci doit avoir à l'affichage. Beaucoup de traitements de texte  affichent les caractères point par point par le principe du plus proche voisin, ce qui a pour effet de faire apparaître des bords crénelés. Ainsi une diagonale de la lettre A peut s'afficher en escalier. Un bon système appliquera un anticrénelage sur les polices matricielles dont la taille n'est pas adaptée à la taille demandée par l'application. Cela fonctionne bien pour rendre la police plus petite, mais pas aussi bien pour augmenter sa taille, car ce procédé tend à brouiller les bords.
Certains programmes suivent point par point le contour des caractères d'une police matricielle à haute résolution pour créer une suite d'arcs et de traits, qu'un concepteur de police emploie pour créer une police vectorielle utilisée dans des systèmes tels que Metafont, PostScript ou le OpenType. Les polices vectorielles s'adaptent facilement à n'importe quelle échelle, sans  formation de bords crénelés ou flous.

## Formats
- Bitmap Distribution Format (.bdf)
- Font-File Format (.fnt, .fon)
- GDOS Font (.fnt)
- PC Screen Font (.psf)
- Portable Compiled Font (.pcf)
- Server Normal Format
- TrueType/OpenType (.ttf, otf, .ttc, .otc), avec les tables EBDT, EBLC, EBSC, CBDT, CBLC, bdat, bhed, bloc, ou sbix